# Нгуен, Лантуат Ланович
Нгуен Лан Туат (вьет. Nguyễn Lân Tuất; 7 января 1935, Ханой, Французский Индокитай — 29 апреля 2014, Новосибирск, Россия), также известен в России как Лантуат Ланович Нгуен или просто Лантуат — композитор, член СК РФ (1988) и Вьетнама (2002), Заслуженный деятель искусств Российской Федерации (2001), кандидат искусствоведения (1980), доктор культурологии (2009), профессор (1998) кафедры композиции Новосибирской государственной консерватории.

## Биография
Родился во Французском Индокитае, сын педагога и лексикографа Нгуен Лана. Был участником Первой Войны Сопротивления, в возрасте 16 лет был награждён вьетнамской серебряной медалью Победы.
В 1959 г. был послан на учёбу в СССР, занимался на теоретико-композиторском факультете Львовской консерватории. В 1970 г. окончил композиторский факультет Ленинградской консерватории по классу Б. А. Арапова и А. Д. Мнацаканяна, в 1980 г. — аспирантуру Ленинградского института театра, музыки и кинематографии (руководители — И. И. Земцовский и Б. А. Смирнов).
В 1971—1984 гг. преподавал в училище искусств и институте искусств г. Уфы. С 1984 г. Нгуен Лантуат работал на кафедре композиции НГК, вёл специальный курс «Оркестр и партитура».
Композиторское творчество Нгуена Лантуата многогранно, включает ораторию, кантаты, фортепианные, вокальные и инструментальные циклы, но центральное место занимают 4 симфонии — «Предчувствие Гражданской войны», «Моя Родина», «Сны приговоренного» и «К далекой возлюбленной». В своём творчестве Нгуен Лантуат органично сочетает черты классической европейской музыки с элементами традиционной вьетнамской музыкальной культуры.
Научная деятельность Нгуена Лантуата связана с проблемами традиционного театра Вьетнама, тема кандидатской диссертации — «Театр Тео и его музыка». Он автор монографии «Традиционный театр Вьетнама». Регулярно выступал в периодической печати, на телеканале «Культура-НТК» вёл авторскую программу о музыке и музыкантах. Нгуен Лантуат являлся членом президиума «Новосибирского профессорского собрания», членом международной благотворительной организации «Ротари-клуб», президентом «Вьетнамского землячества» в Сибирском округе.
Нгуен Лантуат скончался 29 апреля 2014 года в Новосибирске. Похоронен на Заельцовском кладбище.

## Сочинения

### Симфонии
- Симфония № 1 «В предчувствии гражданской войны»
- Симфония № 2 «Моя Родина»
- Симфония № 3 «Сны приговорённого»

### Камерно-инструментальные произведения
- Квартет № 1
- Квартет № 2 «Молитва»
- Струнный квартет
- Адажио для струнных

### Вокальные сочинения
- Четыре японских стихотворения
- Вокальный цикл «Лунный свет»
- «Застольные песни»

## Книги
- Традиционный театр Вьетнама. 2-е изд. Новосибирск, Горница. 1997. 162 стр.
- Nguen Lantuat. The traditional Theater of Vietnam. — Novosibirsk: NSRSL, 2007. — 182 p.

## Награды и звания
- Орден Дружбы (10 января 2008 года) — за заслуги в развитии культуры и искусства и многолетнюю плодотворную деятельность[5].
- Заслуженный деятель искусств Российской Федерации (1 ноября 2001 года) — за заслуги в области искусства[6].
- Медаль Победы 2 степени (Huy chương Chiến thắng (hạng nhì)).